# Championnat de Tunisie de football 1961-1962
Navigation
Saison précédente Saison suivante
La saison 1961-1962 du championnat de Tunisie de football est la 7e édition de la première division tunisienne à poule unique, la Ligue Professionnelle 1. Les douze meilleurs clubs tunisiens jouent les uns contre les autres à deux reprises durant la saison, à domicile et à l'extérieur. En fin de saison, les deux derniers du classement sont relégués et remplacés par les deux meilleurs clubs de la Ligue Professionnelle 2.
Cette année, c'est le club du Stade tunisien, tenant du titre, qui termine à nouveau en tête du championnat, en devançant de deux points le Stade soussien, de trois points l'Espérance sportive de Tunis et de neuf points l'Union sportive tunisienne. Il s'agit du troisième titre de champion du Stade tunisien, qui réussit le doublé en remportant la coupe de Tunisie face à son dauphin en championnat, le Stade soussien.

## Clubs participants
- Club sportif de Hammam Lif
- Union sportive monastirienne - Promu de LP2
- Club africain
- Espérance sportive de Tunis
- Club athlétique bizertin
- Stade gabésien - Promu de LP2
- Stade soussien
- Stade tunisien
- Club tunisien
- El Makarem de Mahdia
- Avenir musulman
- Union sportive tunisienne

## Compétition

### Classement
Le barème de points servant à établir le classement se décompose ainsi :
- Victoire : 3 points
- Match nul : 2 points
- Défaite : 1 point

| Rang | Équipe                           | Pts | J  | G  | N  | P  | Bp | Bc | Diff |
| ---- | -------------------------------- | --- | -- | -- | -- | -- | -- | -- | ---- |
| 1    | Stade tunisien (T, C)            | 58  | 22 | 16 | 4  | 2  | 39 | 10 | +29  |
| 2    | Stade soussien                   | 56  | 22 | 15 | 4  | 3  | 39 | 12 | +27  |
| 3    | Espérance sportive de Tunis      | 55  | 22 | 12 | 9  | 1  | 35 | 14 | +21  |
| 4    | Club africain                    | 48  | 22 | 10 | 6  | 6  | 32 | 22 | +10  |
| 5    | Club sportif de Hammam Lif       | 42  | 22 | 5  | 10 | 7  | 28 | 28 | 0    |
| 6    | Union sportive tunisienne        | 41  | 22 | 7  | 5  | 10 | 34 | 29 | +5   |
| 7    | Avenir musulman                  | 41  | 22 | 6  | 7  | 9  | 25 | 31 | -6   |
| 8    | Stade gabésien (P)               | 40  | 22 | 6  | 6  | 10 | 16 | 27 | -11  |
| 9    | Union sportive monastirienne (P) | 39  | 22 | 5  | 7  | 10 | 24 | 30 | -6   |
| 10   | Club tunisien                    | 39  | 22 | 5  | 7  | 10 | 21 | 29 | -8   |
| 11   | Club athlétique bizertin         | 39  | 22 | 5  | 7  | 10 | 18 | 30 | -12  |
| 12   | El Makarem de Mahdia             | 30  | 22 | 2  | 4  | 16 | 11 | 60 | -49  |

|  | Champion de Tunisie 1961-1962                                                                |
|  | Relégation directe en deuxième division                                                      |
|  | (T) Tenant du titre (C) Vainqueur de la coupe de Tunisie (P) Club promu de deuxième division |

### Meilleurs buteurs
Le classement de cette saison est établi par le journal El Amal. Seuls deux buteurs — les deux Ben Jerad — ont dépassé les dix buts.
- 16 buts : Chedly Laaouini (EST)
- 12 buts : Mokhtar Ben Jerad (UST)
- 10 buts : Moncef Chérif (ST)
- 8 buts : Mohamed Salah Jedidi (CA) et Tahar Mâamer (CSHL)
- 7 buts : Mohamed Maouche (USMo), Mohieddine Habacha (SS) et Hassen Ben Jaafar (SS)

### Arbitres
Douze arbitres ont dirigé les matchs du championnat. Les plus sollicités sont :
- Mustapha Bellakhouas : 18 matchs
- Moncef Ben Ali : 17 matchs
- Bahri Ben Saïd et Mustapha Daoud : 14 matchs
- Chedly Toumi : 13 matchs
- Mohamed Khanteche : 11 matchs
- Victor Habib et Hédi Zarrouk : 10 matchs

## Bilan de la saison
| Championnat de Tunisie de football 1961-1962 |                                                              |
| Champion                                     | Stade tunisien (3e titre)                                    |
| Coupes et trophées                           |                                                              |
| Vainqueur de la Coupe de Tunisie 1961-1962   | Stade tunisien                                               |
| Promotions et relégations                    |                                                              |
| Promus en Ligue Professionnelle 1            | En Nadi Ahly Mateur Étoile sportive du Sahel (réintégration) |
| Relégués en Ligue Professionnelle 2          | Club athlétique bizertin El Makarem de Mahdia                |

## Portrait du club champion
- Président : Ali Cherif
- Entraîneur : Rachid Turki
- Buteurs : Moncef Chérif (10 buts), Hassen Refai (6), Brahim Kerrit et Noureddine Diwa (5), Rachid Cherif et Tahar Nahali (4), Jameleddine Naoui (2), Manoubi Zaroui et Moncef Ajel (1), Khemais Chekir (USMo) contre son camp (1)
- Effectif : 18 joueurs
  - Gardiens de but : Ali Smaoui (22 matchs)
  - Défenseurs : Mahmoud Ben Mosbah (22), Rachid Cherif (21), Mohsen Keffala (20), Taieb Jebali (20), Mohieddine Zeghir (17), Abdeljelil Kerrit (5)
  - Milieux de terrain : Manoubi Zaroui (18), Tahar Nahali (16), Moncef Ajel (7), Jameleddine Naoui (6), Tlili Ben Mna (4), Khemais Bouchlaghem (2), Béchir Ben Abdallah alias Oukid (2)
  - Attaquants : Moncef Chérif (20), Brahim Kerrit (16), Noureddine Diwa (12), Hassen Refai (12)